# 紅い月 〜あの人に愛されますように〜
「紅い月 〜あの人に愛されますように〜」（あかいつき あのひとにあいされますように）は、Gulliver Getのデビューシングル。

## 概要
- FMラジオ局2局で2007年6月度ヘヴィー・ローテーションになった。
  - FM TARO Monthly Power Plays
  - エフエム京都(α-STATION)6月度Power Play
  - ラジオ関西 6月度マンスリー・ピックアップ・アーチスト
- コンピレーションアルバム『GIZA studio 10th Anniversary Masterpiece BLEND 〜LOVE Side〜』に収録される。

## タイアップ
- テレビ金沢『びービーみつばち』2007年6月度エンディングテーマ
- FM山陰『ミュージックアパートメント パピヨン』2007年6月度エンディングテーマ
- 岩手めんこいテレビ『BEATNIKS』2007年6月度オープニングテーマ

## 収録曲
全曲、作詞：アヤヲ
1. 紅い月 〜あの人に愛されますように〜
作曲：阪口裕一
2. 新月
作曲：山田洋一
3. ピース
作曲：山本隆
4. 紅い月 〜あの人に愛されますように〜 (radio edit)